# Jesús González Ortega
Jesús González Ortega (Valparaíso, Zacatecas; 20 de enero de 1822-Saltillo, Coahuila; 28 de febrero de 1881) fue un militar y político mexicano que se desempeñó como gobernador de Zacatecas en diversos períodos y participó activamente al lado de Benito Juárez en la guerra de Reforma y durante la Segunda Intervención Francesa en México. Se destacó por defender la ciudad de Puebla del ejército francés del 16 de marzo de 1863 al 16 de mayo de 1863.

## Infancia y educación
Nació el 20 de enero de 1822 en la hacienda de San Mateo, en Valparaíso, Zacatecas, mudó su residencia a la ciudad de Guadalajara Jalisco, donde inició sus estudios de abogado, mismos que por razones familiares no pudo concluir. Siendo aún muy joven, llegó al pueblo de san Juan Bautista del Teúl (hoy Teúl de González Ortega), donde se desempeñó como oficinista en el ayuntamiento. Desde sus años mozos fue un ferviente seguidor del Partido Liberal.

## Carrera política
Inició su carrera política en el grupo liberal mexicano. Fue secretario del ayuntamiento de Zacatecas, para posteriormente, en 1850, ocupar el cargo de juez del ayuntamiento. En 1852, y debido al golpe de Estado contra el presidente Mariano Arista, que fue derrocado por Antonio López de Santa Anna, González Ortega y otros liberales se levantaron en armas y vencieron a las tropas de Santa Anna en Tlaltenango, Zacatecas lo que provocó que el gobierno implementara acciones para capturarlo, cosa que no sucedió.
Al triunfar en 1855 el Plan de Ayutla, fue nombrado jefe del partido liberal de Tlaltenango, cargo que le permitió un año más tarde, ocupar un lugar como diputado del Congreso Constituyente de 1856. Una vez redactada la Constitución de 1857, fue nombrado gobernador de Zacatecas, en plena guerra de reforma, cargo que ocupó hasta mediados de 1859.
En 1860, el presidente Benito Juárez lo nombró comandante en jefe del ejército y bajo su mando, en diciembre de ese mismo año, los reformistas vencieron en la batalla de San Miguel Calpulalpan a los conservadores, logrando con ello dar fin a la Guerra de Reforma. Entró triunfante a la Ciudad de México en enero de 1861, 12 días más tarde, el 16 de enero, es declarado gobernador interino de Zacatecas, convocó a elecciones y se postuló resultando el candidato vencedor, siendo declarado gobernador constitucional de Zacatecas el 22 de marzo de 1861.

## Trayectoria militar
A pesar de que Jesús González Ortega no era un militar de carrera, como ya se ha dicho fue jefe del ejército del presidente Juárez en 1860. También en marzo de 1861, fue nombrado ministro de Guerra, pero por supuestas diferencias con algunos miembros del gabinete, renunció a este y solo quedó al mando de la división de Zacatecas. Posterior a los asesinatos de Melchor Ocampo, Santos Degollado y Leandro Valle, regresa a la Ciudad de México y es nombrado presidente de la Suprema Corte de Justicia de la Nación, cargo que conllevaba el de vicepresidente de la república.
Fue candidato a la presidencia de México en 1861, siendo derrotado por Benito Juárez.

## La intervención francesa
Cuando el ejército francés invadió México, el Ejército de Oriente quedaría a cargo del general Ignacio Zaragoza, quien defendería la ciudad de Puebla el 5 de mayo de 1862, mientras que el general González Ortega arribaría a la ciudad un día después. A la muerte del general Zaragoza, Jesús González Ortega sería nombrado por el presidente Benito Juárez jefe del ejército de oriente y su tarea era la de defender nuevamente la ciudad de Puebla del ejército francés comandado ahora por el general Élie-Frédéric Forey. El 16 de marzo de 1863, el ejército extranjero comenzaría el Sitio de Puebla con una dura batalla que además generaría muchas bajas para ambos bandos culminando a los dos meses. El 16 de mayo del mismo año, el general González Ortega ya sin armamento ni municiones,  enviaría una carta al jefe del ejército expedicionario francés general Forey en donde le decía:

Señor General: No siéndome ya posible seguir defendiendo esta plaza, por la falta de municiones y víveres, he disuelto el ejército que estaba bajo mis órdenes y roto su armamento, incluso toda la artillería. Queda, pues, la plaza a las órdenes de V.E. Y puede mandarla ocupar, tomando, si lo estima conveniente, las medidas que dicta la prudencia para evitar los males que traería consigo una ocupación violenta cuando ya no hay motivo para ello. El cuadro de generales, jefes y oficiales de que se compone este ejército, se halla en el palacio de gobierno y los individuos que lo forman, se entregan como prisioneros de guerra. No puedo, señor general, seguir defendiéndome por más tiempo. Si pudiera, no dude V.E. que lo haría.
Jesús González Ortega, 17 de mayo de 1863.

Es tomado prisionero por el ejército francés y el general Forey le pide a cambio de su libertad, firmar en compañía de sus oficiales de alto rango, una carta en la que se comprometen a no tomar nuevas acciones en contra del ejército expedicionario francés, González Ortega y sus subalternos se niegan y Forey decide enviarlos a prisión en Francia. Cuando es trasladado rumbo a Veracruz para ser embarcado logra escapar y con la ayuda de Manuel Doblado llega hasta San Luis Potosí, capital de la república en ese momento. En julio de 1863, regresa nuevamente a Zacatecas. Manuel Doblado y el general González Ortega enviaron en 1864 una comisión a Saltillo a que intentara convencer al presidente Juárez de renunciar al poder, ya que consideraban que su sucesor, que por ley debía ser Jesús González Ortega por ser presidente de la suprema corte, podría llegar a un arreglo con los franceses para que terminara la ocupación militar. El presidente Juárez no aceptó sus peticiones y se los informó el 20 de enero de 1865.
El general González Ortega siguió al frente del ejército y fue derrotado en Durango en febrero de 1864 y en la batalla de la Estanzuela en agosto del mismo año. Intenta regresar a Durango y es nuevamente derrotado en Majoma, perdiendo en el desierto a la mayoría de sus hombres. En 1865, estando por terminar el mandato constitucional del presidente Benito Juárez, González Ortega se trasladó a Chihuahua, donde para ese entonces era la capital de la república, y manifestó que el día 30 de noviembre de 1865, terminaba el mandato de Benito Juárez y que si para esa fecha no se habían celebrado elecciones presidenciales, correspondía a él ocupar la primera magistratura del país por ser el presidente de la Suprema Corte de Justicia de la Nación, una vez más Benito Juárez pronunció un decreto en el que señalaba que por vivir el país tiempos de guerra no era posible realizar las elecciones, por lo que su mandato sería prorrogado hasta que la situación nacional se normalizara.

## El exilio y el retorno a la vida pública en México
Al no lograr sus pretensiones, el general González Ortega abandonó el país en abril de 1865 con rumbo a Washington en los Estados Unidos. Regresó al país en agosto de 1865 a presentar una protesta contra el decreto que prorrogaba la presidencia de Benito Juárez, no encontró apoyo en los liberales ni en los gobernadores, el gobierno le inició un proceso por traición, pero todos los cargos fueron retirados en abril de 1866. Nuevamente se exilia en los Estados Unidos de América y en noviembre de 1866 es aprehendido por el ejército estadounidense, siendo liberado dos meses más tarde el 6 de diciembre y regresa a México. El 8 de enero de 1867 llega a Zacatecas y pronuncia un manifiesto contra el presidente Juárez y junto al gobernador de Zacatecas, quien lo había reconocido como presidente sustituto de la república, es aprehendido nuevamente por el ejército mexicano y es sometido a juicio, nuevamente recibe el perdón en julio de 1868 y pronuncia otro manifiesto, ahora de reconocimiento y sumisión al gobierno de la república encabezado por Benito Juárez. Se retira de toda actividad política y militar y establece su residencia en Saltillo. A principios de 1881, recibió una carta de reconocimiento del presidente Manuel González Flores, poco después falleció en su lugar de residencia el 28 de febrero. Sus restos fueron trasladados en abril del mismo año a la Ciudad de México, y depositados en la Rotonda de las Personas Ilustres.